# Montebello Vicentino
Montebello Vicentino est une commune italienne située dans la province de Vicence en région Vénétie.

## Géographie
La commune s'étend sur 21,48 km2 dans le sud de la province de Vicence, au pied des montagnes de Lessini, à l'entrée de la vallée de Chiampo. Elle est traversée par la rivière Guà et les torrents Chiampo et Rio Acquetta.
Elle comprend les hameaux d'Agugliana, Bacino del Guà, Ca' Sordis, Mason et Selva. 

## Histoire

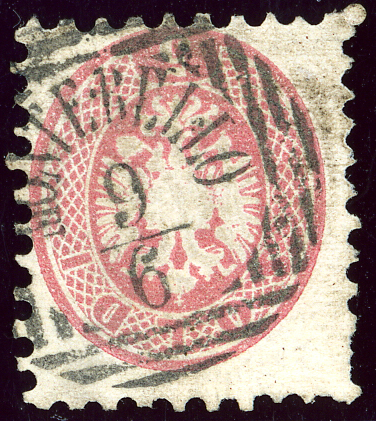
Timbre du royaume de Lombardie-Vénétie de 1864, 5 soldi oblitéré à Montebello

Après le congrès de Vienne en 1815 et jusqu'en 1866, la commune de Montebello fait partie du gouvernement de Vénétie, au sein du royaume de Lombardie-Vénétie, dépendance de l'empire d'Autriche.

### Les Templiers et les Hospitaliers
L'actuelle résidence hôtelière de « La Mason » fut le siège d'une ancienne commanderie constituée au XIVe siècle par les Hospitaliers de l'ordre de Saint-Jean de Jérusalem à la suite de la dévolution des biens de l'ordre du Temple consécutive à la condamnation des Templiers,.
De l'époque templière, on ne connait que le nom du dernier précepteur en 1300, frère Hugo.

## Administration
| Période                                  | Période  | Identité               | Étiquette     | Qualité |
| ---------------------------------------- | -------- | ---------------------- | ------------- | ------- |
| 1995                                     | 2004     | Giuseppe Cristofaletti | Liste civique |         |
| 2004                                     | 2014     | Fabio Cisco            | PdL-LN        |         |
| 2014                                     | en cours | Dino Magnabosco        | Liste civique |         |
| Les données manquantes sont à compléter. |          |                        |               |         |